# Usha Vance
Usha Chilukuri Vance (født Usha Bala Chilukuri; 6. januar, 1986) er en amerikansk jurist, der siden 20. januar 2025 har været USA's andendame i kraft af sit ægteskab med USA's vicepræsident J.D. Vance. Hun er den første asiatisk-amerikaner og hindu-amerikaner i rollen.
Vance blev født i San Diego County i Californien som datter af telegu-indiske immigranter. Hun er uddannet i historie og jura fra Yale University. Desuden har hun opnået en mastergrad i historiestudier fra Cambridge University. Efter færdiggørelsen af sin uddannelse har hun arbejdet som dommerfuldmægtig for flere føderale dommere, herunder højesteretspræsident John Roberts,